# Giuseppe Antonio Ferretto
Giuseppe Antonio Ferretto (9 de março de 1899 - 17 de março de 1973) foi um cardeal italiano da Igreja Católica Romana que serviu como grande penitenciária na Cúria Romana de 1967 a 1973, e foi elevado ao posto de cardeal em 1961.

## Biografia
Ferretto nasceu em Roma para Tommaso e Adele (née Stazi) Ferretto. Estudou no Pontifício Seminário Romano (ramos menores e maiores), na Pontifícia Universidade Lateranense (onde obteve seus doutorados em teologia e direito civil e canônico ) e no Pontifício Instituto de Arqueologia Cristã em Roma. Ordenado ao sacerdócio em 24 de Fevereiro de 1923, Ferretto terminou seus estudos em 1926 e, em seguida, ensinou na Pontifícia Universidade Lateranense ea Pontifícia Universidade Urbaniana até 1958. Ele serviu como um funcionário do Vicariato de Romade 1929 a 1939, quando foi nomeado referendário da Assinatura Apostólica em 23 de abril. Antes de se tornar um cânone da Basílica de São Pedro em 1º de maio de 1953, foi nomeado substituto (7 de junho de 1943) e, posteriormente, assessor (27 de junho de 1950) da Sagrada Congregação Consistorial .
Ele também foi um notável arqueólogo .
Em 14 de dezembro de 1958, Ferretto foi nomeado arcebispo titular de Serdica pelo papa João XXIII . Ele recebeu sua consagração episcopal na Basílica de São Pedro no dia 27 de dezembro do Papa João, com os Bispos Girolamo Bortignon , OFM Cap e Gioacchino Muccin servindo como co-consagradores . Ferretto foi nomeado secretário do Colégio dos Cardeais em 20 de janeiro de 1959.
Ele foi criado Cardeal-Sacerdote de Santa Croce in Gerusalemme pelo Papa João no consistório de 16 de janeiro de 1961. Houve especulações de que ele era um dos cardeais nomeados em pectore em 28 de março de 1960.
Ferretto foi nomeado cardeal bispo de Sabina e Poggio Mirteto em 26 de março de 1961. O papa João havia mudado recentemente a maneira como os cardeais foram elevados à categoria de cardeal bispo. Anteriormente, somente o cardeal sênior e o cardeal padre tinham o direito ao título de cardeal bispo quando uma das vagas atribuídas a um cardeal bispo ficou vazia. O papa João fez da nomeação a prerrogativa do papa sem referência à antiguidade no Colégio dos Cardeais. Enquanto o método antigo assegurava que apenas os clérigos seniores de idade avançada possuíam o título de cardeal bispo, a primeira nomeação do papa João sob a nova regra era Ferretto, que acabara de completar 62 anos.
Participou do Concílio Vaticano II de 1962 a 1965. Participou do conclave papal de 1963 , onde também foi considerado um possível candidato à eleição para o papado. Ele foi nomeado Maior Penitenciário em 7 de abril de 1967. Papa Paulo nomeou-o participante do primeiro Sínodo dos Bispos do Vaticano II em 1967. Em 1 de março de 1973, renunciou ao cargo de Penitenciária Maior.
Ferretto morreu em 17 de março de 1973, em Roma, aos 74 anos. Ele sofria de problemas cardíacos. Ele está enterrado na igreja de Immacolata e S. Benedetto Giuseppe Labre a via Taranto.

## Link Externo
- Cardinals of the Holy Roman ChurchPredefinição:Self-published source
- Catholic-HierarchyPredefinição:Self-published source